# ژاک-لویس سورت
ژاک-لویس سورت (فرانسوی: Jacques-Louis Soret‎؛ زاده ۳۰ ژوئن ۱۸۲۷ – درگذشته ۱۳ مهٔ ۱۸۹۰) یک شیمی‌دان اهل سوئیس بود.